# Cheryl Blossom
Cheryl Marjorie Blossom es un personaje ficticio del universo de Archie Comics. Creada por Dan DeCarlo, apareció por primera vez en Betty and Veronica #320 de 1982.
Es una adolescente que forma parte de la familia más adinerada de Riverdale, también es melliza de Jason Blossom e hija de Clifford y Penelope Blossom. Este personaje es protagonista en algunas versiones de los cómic de Archie y sus amigos, mientras que en otros es la antagonista.

## Historia y personaje
Cheryl Blossom fue introducida en 1982 en Betty and Veronica #320 como el tercer interés amoroso de Archie Andrews, pero ella y su hermano gemelo Jason desaparecieron dos años más tarde. Una de las razones por las que desapareció al principio fue porque se la consideraba demasiado sexual para un cómic infantil.
En la década de 1980, cuando una serie de cómica de universos alternativos fueron publicados, Cheryl era un personaje recurrente menor en el título de corta duración Exploradores del Desconocido de Archie. Apareció como Blaze Blossom e informa a los exploradores sobre sus misiones.
El personaje fue reintroducido en la continuidad principal y de nuevo en la vida de Archie Andrews durante la serie de cuatro partes de "Love Showdown" en 1994. Durante la serie, Archie recibe una carta de Cheryl que dice que regresará a Riverdale. Archie, enamorado de las chicas como siempre, decide mantener el regreso de Cheryl en secreto de Betty Cooper y Veronica Lodge. Simplemente actúa en una típica maniobra de enamorada (Archie (luciendo soñadora, pronunciando tonterías). Desconocido para Archie, Betty y Verónica piensan que la otra persona le hizo esto a Archie, y se declaran la guerra la uno a la otra para recuperar a Archie de una vez por todas. Super Soakers, dirty dancing, y fraude son sólo algunas de las tácticas que las chicas utilizan entre ellas. Cheryl regresa a Riverdale, dejando a los lectores preguntándose a quién escogerá Archie al final.
Cheryl ha aparecido en varias historias del cómic sobre los años, incluyendo la suya. En una historia, se reveló que un antepasado de Archie alguna vez se enamoró de un antepasado de Cheryl en Escocia. En otra historia, decide unirse a una banda titulada "The Sugar Girls" (una parodia de la popular banda "The Spice Girls") porque Ginger Sugar había abandonado el grupo. En la mayoría de las historias, Cheryl se comporta de una manera que refleja su riqueza y crianza. Ella está muy orgullosa de su riqueza y ocasionalmente pelea con Verónica sobre quién lidera el estilo de vida más extravagante. Puede ser egoísta y manipuladora, a veces planeando atraer a Archie lejos de Betty y Verónica. Hay historias donde Cheryl es grosera y condescendiente a la Riverdale "townies," Y algunas veces sólo aparece como un antagonista de Betty y Verónica. Otras veces, particularmente en las historias de su serie homónima, Cheryl puede ser amable y cariñosa. Ella cuida de su perro, un Pomeranian llamada Sugar y rescata animales necesitados. En las historias que ofrecen a Betty, Veronica, y Cheryl, Cheryl es generalmente la más aventurera e inventiva de las tres, además es popular entre su gente de Pembrooke y los chicos de Riverdale, pero odiada por la mayoría de las chicas por ser coqueta y atractiva.
En Archie & Friends #145, Cheryl tiene 18 años de edad.
Cheryl Blossom está en el puesto #92 en n Comics Buyer's Guide en la lista de las "100 mujeres más atractivas en Comics".

## Pembrooke
Cheryl y Jason vivieron en la vecina comunidad de Pembrooke durante su segunda estancia en los cómics, que duró hasta la tranquila cancelación de su serie de títulos y su posterior traslado a París. Sin embargo, Cheryl pronto fue devuelta por la demanda popular de sus fanes. Cheryl ahora vive en Riverdale, y ya no asiste a Pembrooke, aunque en algunas historias ella y su hermano regresan a visitar amigos allí. (Después de que su familia casi perdió toda su riqueza en una historia, la familia Blossom decide hacer que su hijo y su hija asistan a Riverdale High por las mismas razones que la familia Lodge hace que Veronica asista a una escuela pública en lugar de una escuela privada.
Pembrooke Academy es la escuela privada local en Pembrooke. Los estudiantes que asisten con frecuencia son retratados como antagonistas de la Escuela Secundaria Riverdale, a menudo despreciando a los estudiantes de Riverdale como "villanos". Los gemelos Blossom son los únicos estudiantes que abiertamente salen con "townies" de Riverdale, una práctica que la mayoría de los estudiantes de Pembrooke encuentran apenas tolerable si no fuera por la riqueza y popularidad de los gemelos Blossom.
El Atletismo de la Academia de Pembrooke no estaban por encima de usar tácticas injustas como el sabotaje para ganar una competencia. En muchas historias que presentan una rivalidad entre Riverdale y Pembrooke, Pembrooke a menudo pierde a pesar de sus intentos de engañar a la victoria, o los dos equipos deciden llegar a una tregua.

## Otras versiones

### Afterlife with Archie
Cheryl junto con su hermano Jason aparecen en la historieta adulta del cómic zombie Afterlife with Archie. Jason expresa celos con Archie. Más tarde afirma que quiere envejecer junto con Cheryl sin nadie que los moleste o juzgue. En el número 7, después de explorar con su hermano, ella regresa sola, cubierta de sangre, y diciendo que la llamen "Blaze".

### Life with Archie: The Married Life
En 2010, Cheryl Blossom hizo una aparición en el primer número en el cómic de renacimiento, Life with Archie: The Married Life. Ella fue vista como una actriz renovada que esperaba mesas en Los Ángeles. Se reveló que sus padres la cortaron financieramente porque desaprobaron su movimiento allí para hacer una actriz. Su hermano, Jason, fue revelado para trabajar para el Sr. Lodge.
Cheryl volvió a Life with Archie en la edición 21 (julio de 2012). En este número, Cheryl regresa a Riverdale; sin embargo, desconocido para su familia y amigos de vuelta a casa, estaba siendo tratada por cáncer de mama. Parte de este argumento presentará un tema subyacente sobre la asequibilidad y el derecho a la atención médica.

### New Riverdale
Cheryl Blossom apareció en Archie #13, su primera aparición en un cómic de New Riverdale. Fue presentada como la abeja reina de Pembrooke que no está interesada en hacer amistad con la recién transferida Veronica Lodge.

## En otros medios

### Riverdale(serie de televisión)
Cheryl Blossom aparece en la serie de televisión de The CW Riverdale, como personaje protagónico, que es interpretado por Madelaine Petsch. 
Cheryl es retratada como una "muchacha rica", despreocupada e hipócrita que dirige al  grupo de animadoras "Vixens", al inicio de la serie se ve afectada tras la muerte de su hermano mellizo, Jason Blossom en un "misterioso accidente". Ella es la chica "mala" de Riverdale High School, sin embargo al sentirse sola por la muerte de su hermano, en ocasiones ayuda algunos personajes para resolver sus problemas aunque puede llegar a ser vengativa y manipuladora si es provocada, aunque a la vez es uno de los personajes más vulnerables de la trama por su trasfondo familiar, algunas veces conspira contra Betty, Archie, Jughead, Verónica y Polly por obra del despecho, su personaje como los demás sufrió una transformación "oscura" debido al nuevo enfoque que se les quería dar para la serie.
A diferencia de la versión de los cómics, Cheryl es hija del productor más grande de miel de  maple del pueblo, siendo la familia más rica de Riverdale hasta la llegada de los Lodge, otra diferencia notable en esta adaptación es que Cheryl muestra actitudes lésbicas, siendo reveladas a lo largo de la segunda temporada, donde mantiene una relación secreta con una Serpiente de Southside  Toni Topaz, posteriormente de la mano de Jughead  y Topaz se une a dicho clan.
En esta adaptación sus padres son mezquinos con ella, subestimandola, humillandola, tortutandola psicológicamente e inclusive la internan en una institución de monjas para "curar" su homosexualidad. Al final de la segunda temporada logra emanciparse de su madre y tío, quedando a cargo de su abuela Roseanne.